# Натухаевская
Натуха́евская — станица в составе муниципального образования город Новороссийск. Административный центр Натухаевского сельского округа.

## География
Станица расположена в бассейне реки Маскага, в предгорной зоне, в 24 км северо-западнее центра Новороссийска, в 19 км восточнее Анапы. С севера и востока окружена широколиственными лесами, развито виноградарство.
Вблизи станицы Натухаевской берёт начало речка Котлома, протяженностью в 28 км, в неё впадает приток — река Маскага. В районе Натухаевской находится исток ещё одной речки — Куматырь, длиной 15,5 км. Котлома и Куматырь у станицы Анапской разливаются по заболоченной котловине площадью в 10 км², вытянутой с запада на восток, образуя плавни, заросшие тростником, камышом, осокой, рогозом и другими водолюбами. Плавни имеют вязкое, илистое дно.

## История

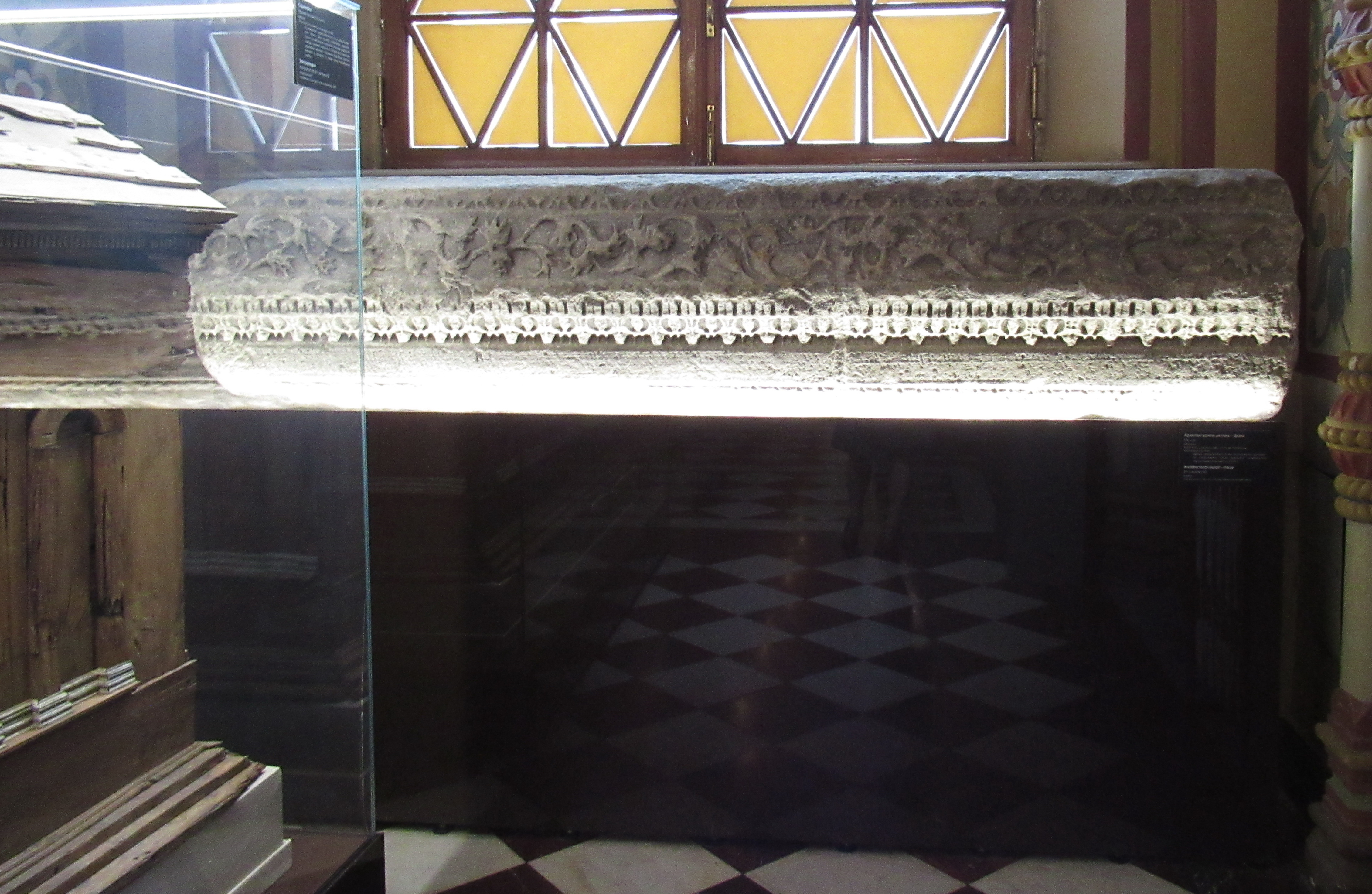
Натухайский фриз. Архитектурная деталь II в. н. э. Найден археологом В. И. Сизовым в казачьей станице Натухаевская

Станица Натухаевская основана в 1862 году; в конце 1860-х — начале 1870-х числилась посёлком Натухайским.
Название получила по адыгам-натухайцам, жившим здесь до окончания Кавказской войны.

## Население
| 1996 | 2002  | 2005  | 2010  | 2021    |
| ---- | ----- | ----- | ----- | ------- |
| 7752 | ↘6346 | ↗8600 | ↘6922 | ↗12 442 |

## Археология
У станицы Натухаевской зафиксированы погребения, относящиеся к майкопской культуре (поселения «Катусвина Кривица-2», «Натухаевское-3», «Победа-2», «Победа-4», грунтовый могильник «Натухаевский-1»).

## Известные уроженцы
- Палатиди, Алексей Иванович — лейтенант ВВ МВД РФ, герой Российской Федерации.